# Emilio Violanti
Emilio Violanti (Milano, 8 dicembre 1923 – Monaco di Baviera, 9 maggio 1968) è stato un giornalista e saggista italiano.
Tifoso dell'Inter, divenne giornalista sportivo, iniziando su Milaninter. Dal 1947 fu una delle grandi firme del quotidiano La Gazzetta dello Sport, su cui scrisse prima di ciclismo e poi come esperto di calcio. Scrisse biografie di calciatori sui periodici I campioni del giorno e Galleria dei campioni, editi a cura sempre della Gazzetta. Con Giuseppe Meazza scrisse il libro Centravanti, pubblicato nel 1955 da Sperling & Kupfer. Diventò redattore capo a fine anni '50. In Germania per assistere a Bayern-Milan, semifinale di ritorno Coppa delle Coppe, finita 0-0 con il passaggio dei rossoneri in finale, scrisse l'articolo, lo trasmise alla Gazzetta e poi nella notte nella propria stanza d'albergo morì improvvisamente. Venne riportato a Milano a cura della società rossonera, e dopo il funerale venne tumulato in un colombaro al cimitero di Lambrate. Fu autore di diversi libri di cronaca e tecnica sportiva (ciclismo e calcio).
Su di lui, il collega giornalista Italo Cucci, su L'Indipendente del 25 febbraio 2007 scrisse:
aggettivo che gli piaceva tanto).»
(Italo Cucci, L'Indipendente, 25 febbraio 2007)